# Заместитель (шаблон проектирования)
Заместитель (англ. Proxy) — структурный шаблон проектирования, предоставляющий объект, который контролирует доступ к другому объекту, перехватывая все вызовы (выполняет функцию контейнера).

## Цель

### Проблема
Необходимо контролировать доступ к объекту, не изменяя при этом поведение клиента. 
Необходимо иметь  доступ к объекту так, чтобы не создавать реальные объекты непосредственно, а через другой объект, который может иметь дополнительную функциональность.

### Решение
Создать суррогат реального объекта. «Заместитель» хранит ссылку, которая позволяет заместителю обратиться к реальному субъекту (объект класса «Заместитель» может обращаться к объекту класса «Субъект», если интерфейсы «Реального Субъекта» и «Субъекта» одинаковы). Поскольку интерфейс «Реального Субъекта» идентичен интерфейсу «Субъекта», так, что «Заместителя» можно подставить вместо «Реального Субъекта», контролирует доступ к «Реальному Субъекту», может отвечать за создание или удаление «Реального Субъекта». «Субъект» определяет общий для «Реального Субъекта» и «Заместителя» интерфейс так, что «Заместитель» может быть использован везде, где ожидается «Реальный Субъект». При необходимости запросы могут быть переадресованы «Заместителем» «Реальному Субъекту».

## Виды
- Протоколирующий прокси: сохраняет в лог все вызовы «Субъекта» с их параметрами.
- Удалённый заместитель (англ. remote proxies): обеспечивает связь с «Субъектом», который находится в другом адресном пространстве или на удалённой машине. Также может отвечать за кодирование запроса и его аргументов и отправку закодированного запроса реальному «Субъекту»,
- Виртуальный заместитель (англ. virtual proxies): обеспечивает создание реального «Субъекта» только тогда, когда он действительно понадобится. Также может кэшировать часть информации о реальном «Субъекте», чтобы отложить его создание,
- Копировать-при-записи: обеспечивает копирование «субъекта» при выполнении клиентом определённых действий (частный случай «виртуального прокси»).
- Защищающий заместитель (англ. protection proxies): может проверять, имеет ли вызывающий объект необходимые для выполнения запроса права.
- Кэширующий прокси: обеспечивает временное хранение результатов расчёта до отдачи их множественным клиентам, которые могут разделить эти результаты.
- Экранирующий прокси: защищает «Субъект» от опасных клиентов (или наоборот).
- Синхронизирующий прокси: производит синхронизированный контроль доступа к «Субъекту» в асинхронной многопоточной среде.
- «Умная» ссылка (англ. smart reference proxy): производит дополнительные действия, когда на «Субъект» создается ссылка, например, рассчитывает количество активных ссылок на «Субъект».

## Преимущества и недостатки от применения

### Преимущества
- удалённый заместитель;
- виртуальный заместитель может выполнять оптимизацию;
- защищающий заместитель;
- «умная» ссылка(указатель);

### Недостатки
- резкое увеличение времени отклика.

## Сфера применения
Шаблон заместитель может применяться в случаях работы с сетевым соединением, с огромным объектом в памяти (или на диске) или с любым другим ресурсом, который сложно или тяжело копировать. Хорошо известный пример применения — объект, подсчитывающий число ссылок.

## Прокси и близкие к нему шаблоны[1]
- Адаптер обеспечивает отличающийся интерфейс к объекту.
- Прокси обеспечивает тот же самый интерфейс.
- Декоратор обеспечивает расширенный интерфейс.

## Примеры реализации

### Java
```
public
 
class
 
Main
 
{

	

	
public
 
static
 
void
 
main
(
String
[]
 
args
)
 
{

		
// Create math proxy

		
IMath
 
p
 
=
 
new
 
MathProxy
();

		
// Do the math

		
System
.
out
.
println
(
"4 + 2 = "
 
+
 
p
.
add
(
4
,
 
2
));

		
System
.
out
.
println
(
"4 - 2 = "
 
+
 
p
.
sub
(
4
,
 
2
));

		
System
.
out
.
println
(
"4 * 2 = "
 
+
 
p
.
mul
(
4
,
 
2
));

		
System
.
out
.
println
(
"4 / 2 = "
 
+
 
p
.
div
(
4
,
 
2
));

	
}

}

/**

 * "Subject"

 */

public
 
interface
 
IMath
 
{

	
public
 
double
 
add
(
double
 
x
,
 
double
 
y
);

	
public
 
double
 
sub
(
double
 
x
,
 
double
 
y
);

	
public
 
double
 
mul
(
double
 
x
,
 
double
 
y
);

	
public
 
double
 
div
(
double
 
x
,
 
double
 
y
);

}

/**

 * "Real Subject"

 */

public
 
class
 
Math
 
implements
 
IMath
 
{

	
public
 
double
 
add
(
double
 
x
,
 
double
 
y
)
 
{

		
return
 
x
 
+
 
y
;

	
}

	
public
 
double
 
sub
(
double
 
x
,
 
double
 
y
)
 
{

		
return
 
x
 
-
 
y
;

	
}

	
public
 
double
 
mul
(
double
 
x
,
 
double
 
y
)
 
{

		
return
 
x
 
*
 
y
;

	
}

	
public
 
double
 
div
(
double
 
x
,
 
double
 
y
)
 
{

		
return
 
x
 
/
 
y
;

	
}

}

/**

 * "Proxy Object"

 */

public
 
class
 
MathProxy
 
implements
 
IMath
 
{

    
private
 
Math
 
math
;

    
public
 
double
 
add
(
double
 
x
,
 
double
 
y
)
 
{

        
lazyInitMath
();

        
return
 
math
.
add
(
x
,
 
y
);

    
}

    
public
 
double
 
sub
(
double
 
x
,
 
double
 
y
)
 
{

        
lazyInitMath
();

        
return
 
math
.
sub
(
x
,
 
y
);

    
}

    
public
 
double
 
mul
(
double
 
x
,
 
double
 
y
)
 
{

        
lazyInitMath
();

        
return
 
math
.
mul
(
x
,
 
y
);

    
}

    
public
 
double
 
div
(
double
 
x
,
 
double
 
y
)
 
{

        
lazyInitMath
();

        
return
 
math
.
div
(
x
,
 
y
);

    
}

    
private
 
void
 
lazyInitMath
()
 
{

        
if
 
(
math
 
==
 
null
)
 
{

            
math
 
=
 
new
 
Math
();

        
}

    
}

}

```

### Scala
```
object
 
Main
 
extends
 
App
 
{

  
val
 
p
:
 
IMath
 
=
 
new
 
MathProxy

  
System
.
out
.
println
(
"4 + 2 = "
 
+
 
p
.
add
(
4
,
 
2
))

  
System
.
out
.
println
(
"4 - 2 = "
 
+
 
p
.
sub
(
4
,
 
2
))

  
System
.
out
.
println
(
"4 * 2 = "
 
+
 
p
.
mul
(
4
,
 
2
))

  
System
.
out
.
println
(
"4 / 2 = "
 
+
 
p
.
div
(
4
,
 
2
))

}

/**

 * "Subject"

 */

trait
 
IMath
 
{

  
def
 
add
(
x
:
 
Double
,
 
y
:
 
Double
):
 
Double

  
def
 
sub
(
x
:
 
Double
,
 
y
:
 
Double
):
 
Double

  
def
 
mul
(
x
:
 
Double
,
 
y
:
 
Double
):
 
Double

  
def
 
div
(
x
:
 
Double
,
 
y
:
 
Double
):
 
Double

}

/**

 * "Real Subject"

 */

class
 
Math
 
extends
 
IMath
 
{

  
def
 
add
(
x
:
 
Double
,
 
y
:
 
Double
)
 
=
 
x
 
+
 
y

  
def
 
sub
(
x
:
 
Double
,
 
y
:
 
Double
)
 
=
 
x
 
-
 
y

  
def
 
mul
(
x
:
 
Double
,
 
y
:
 
Double
)
 
=
 
x
 
*
 
y

  
def
 
div
(
x
:
 
Double
,
 
y
:
 
Double
)
 
=
 
x
 
/
 
y

}

/**

 * "Proxy Object"

 */

class
 
MathProxy
 
extends
 
IMath
 
{

  
private
 
lazy
 
val
 
math
 
=
 
new
 
Math

  
def
 
add
(
x
:
 
Double
,
 
y
:
 
Double
)
 
=
 
math
.
add
(
x
,
 
y
)

  
def
 
sub
(
x
:
 
Double
,
 
y
:
 
Double
)
 
=
 
math
.
sub
(
x
,
 
y
)

  
def
 
mul
(
x
:
 
Double
,
 
y
:
 
Double
)
 
=
 
math
.
mul
(
x
,
 
y
)

  
def
 
div
(
x
:
 
Double
,
 
y
:
 
Double
)
 
=
 
math
.
div
(
x
,
 
y
)

}

```

### C++
```
/**

 * "Subject"

 */

class
 
IMath
 

{

public
:

    
virtual
 
double
 
add
(
double
,
 
double
)
 
=
 
0
;

    
virtual
 
double
 
sub
(
double
,
 
double
)
 
=
 
0
;

    
virtual
 
double
 
mul
(
double
,
 
double
)
 
=
 
0
;

    
virtual
 
double
 
div
(
double
,
 
double
)
 
=
 
0
;

    
virtual
 
~
IMath
 
()
 
=
 
default
;

};

/**

 * "Real Subject"

 */

class
 
Math
 
:
 
public
 
IMath
 

{

public
:

    
virtual
 
double
 
add
(
double
 
x
,
 
double
 
y
)
 

    
{

        
return
 
x
 
+
 
y
;

    
}

    

    
virtual
 
double
 
sub
(
double
 
x
,
 
double
 
y
)
 

    
{

        
return
 
x
 
-
 
y
;

    
}

    

    
virtual
 
double
 
mul
(
double
 
x
,
 
double
 
y
)
 

    
{

        
return
 
x
 
*
 
y
;

    
}

    

    
virtual
 
double
 
div
(
double
 
x
,
 
double
 
y
)
 

    
{

        
return
 
x
 
/
 
y
;

    
}

};

/**

 * "Proxy Object"

 */

class
 
MathProxy
 
:
 
public
 
IMath
 

{

public
:

    
MathProxy
()

    
{

        
math
 
=
 
new
 
Math
();

    
}

    
virtual
 
~
MathProxy
()

    
{

        
delete
 
math
;

    
}

    
virtual
 
double
 
add
(
double
 
x
,
 
double
 
y
)
 

    
{

        
return
 
math
->
add
(
x
,
 
y
);

    
}

    

    
virtual
 
double
 
sub
(
double
 
x
,
 
double
 
y
)
 

    
{

        
return
 
math
->
sub
(
x
,
 
y
);

    
}

    

    
virtual
 
double
 
mul
(
double
 
x
,
 
double
 
y
)
 

    
{

        
return
 
math
->
mul
(
x
,
 
y
);

    
}

    

    
virtual
 
double
 
div
(
double
 
x
,
 
double
 
y
)
 

    
{

        
return
 
math
->
div
(
x
,
 
y
);

    
}

    

private
:

    
IMath
 
*
math
;

};

#include
 
<iostream>

using
 
std
::
cout
;

using
 
std
::
endl
;

int
 
main
()
 

{

    
// Create math proxy

    
IMath
 
*
proxy
 
=
 
new
 
MathProxy
();

    

    
// Do the math

    
cout
 
<<
 
"4 + 2 = "
 
<<
 
proxy
->
add
(
4
,
 
2
)
 
<<
 
endl
;

    
cout
 
<<
 
"4 - 2 = "
 
<<
 
proxy
->
sub
(
4
,
 
2
)
 
<<
 
endl
;

    
cout
 
<<
 
"4 * 2 = "
 
<<
 
proxy
->
mul
(
4
,
 
2
)
 
<<
 
endl
;

    
cout
 
<<
 
"4 / 2 = "
 
<<
 
proxy
->
div
(
4
,
 
2
)
 
<<
 
endl
;

    
delete
 
proxy
;

    
return
 
0
;

}

```

### C#
```
  
using
 
System
;

  
using
 
System.Threading
;

  
class
 
MainApp

  
{

    
static
 
void
 
Main
()

    
{

      
// Create math proxy

      
IMath
 
p
 
=
 
new
 
MathProxy
();

      
// Do the math

      
Console
.
WriteLine
(
"4 + 2 = "
 
+
 
p
.
Add
(
4
,
 
2
));

      
Console
.
WriteLine
(
"4 - 2 = "
 
+
 
p
.
Sub
(
4
,
 
2
));

      
Console
.
WriteLine
(
"4 * 2 = "
 
+
 
p
.
Mul
(
4
,
 
2
));

      
Console
.
WriteLine
(
"4 / 2 = "
 
+
 
p
.
Div
(
4
,
 
2
));

      
// Wait for user

      
Console
.
Read
();

    
}

  
}

  
/// <summary>

  
/// Subject - субъект

  
/// </summary>

  
/// <remarks>

  
/// <li>

  
/// <lu>определяет общий для <see cref="Math"/> и <see cref="Proxy"/> интерфейс, так что класс

  
/// <see cref="Proxy"/> можно использовать везде, где ожидается <see cref="Math"/></lu>

  
/// </li>

  
/// </remarks>

  
public
 
interface
 
IMath

  
{

    
double
 
Add
(
double
 
x
,
 
double
 
y
);

    
double
 
Sub
(
double
 
x
,
 
double
 
y
);

    
double
 
Mul
(
double
 
x
,
 
double
 
y
);

    
double
 
Div
(
double
 
x
,
 
double
 
y
);

  
}

  
/// <summary>

  
/// RealSubject - реальный объект

  
/// </summary>

  
/// <remarks>

  
/// <li>

  
/// <lu>определяет реальный объект, представленный заместителем</lu>

  
/// </li>

  
/// </remarks>

  
class
 
Math
 
:
 
IMath

  
{

    
public
 
Math
()

    
{

        
Console
.
WriteLine
(
"Create object Math. Wait..."
);

        
Thread
.
Sleep
(
1000
);

    
}

    
public
 
double
 
Add
(
double
 
x
,
 
double
 
y
){
return
 
x
 
+
 
y
;}

    
public
 
double
 
Sub
(
double
 
x
,
 
double
 
y
){
return
 
x
 
-
 
y
;}

    
public
 
double
 
Mul
(
double
 
x
,
 
double
 
y
){
return
 
x
 
*
 
y
;}

    
public
 
double
 
Div
(
double
 
x
,
 
double
 
y
){
return
 
x
 
/
 
y
;}

  
}

  
/// <summary>

  
/// Proxy - заместитель

  
/// </summary>

  
/// <remarks>

  
/// <li>

  
/// <lu>хранит ссылку, которая позволяет заместителю обратиться к реальному

  
/// субъекту. Объект класса <see cref="MathProxy"/> может обращаться к объекту класса

  
/// <see cref="IMath"/>, если интерфейсы классов <see cref="Math"/> и <see cref="IMath"/> одинаковы;</lu>

  
/// <lu>предоставляет интерфейс, идентичный интерфейсу <see cref="IMath"/>, так что заместитель

  
/// всегда может быть предоставлен вместо реального субъекта;</lu>

  
/// <lu>контролирует доступ к реальному субъекту и может отвечать за его создание 

  
/// и удаление;</lu>

  
/// <lu>прочие обязанности зависят от вида заместителя:

  
/// <li>

  
/// <lu><b>удаленный заместитель</b> отвечает за кодирование запроса и его аргументов

  
/// и отправление закодированного запроса реальному субъекту в

  
/// другом адресном пространстве;</lu>

  
/// <lu><b>виртуальный заместитель</b> может кэшировать дополнительную информацию

  
/// о реальном субъекте, чтобы отложить его создание.</lu>

  
/// <lu><b>защищающий заместитель</b> проверяет, имеет ли вызывающий объект 

  
/// необходимые для выполнения запроса права;</lu>

  
/// </li>

  
/// </lu>

  
/// </li>

  
/// </remarks>

  
class
 
MathProxy
 
:
 
IMath

  
{

    
Math
 
math
;

    
public
 
MathProxy
()

    
{

      
math
 
=
 
null
;

    
}

    
/// <summary>

    
/// Быстрая операция - не требует реального субъекта

    
/// </summary>

    
/// <param name="x"></param>

    
/// <param name="y"></param>

    
/// <returns></returns>

    
public
 
double
 
Add
(
double
 
x
,
 
double
 
y
)

    
{

      
return
 
x
 
+
 
y
;

    
}

    
public
 
double
 
Sub
(
double
 
x
,
 
double
 
y
)

    
{

      
return
 
x
 
-
 
y
;

    
}

    
/// <summary>

    
/// Медленная операция - требует создания реального субъекта

    
/// </summary>

    
/// <param name="x"></param>

    
/// <param name="y"></param>

    
/// <returns></returns>

    
public
 
double
 
Mul
(
double
 
x
,
 
double
 
y
)

    
{

      
if
 
(
math
 
==
 
null
)

          
math
 
=
 
new
 
Math
();

      
return
 
math
.
Mul
(
x
,
 
y
);

    
}

    
public
 
double
 
Div
(
double
 
x
,
 
double
 
y
)

    
{

      
if
 
(
math
 
==
 
null
)

          
math
 
=
 
new
 
Math
();

      
return
 
math
.
Div
(
x
,
 
y
);

    
}

  
}

```

### JavaScript
```
/* Subject */

class
 
IMath
 
{

	
add
(
x
,
 
y
)
 
{}

	
sub
(
x
,
 
y
)
 
{}

}

/* Real Subject */

class
 
RMath
 
extends
 
IMath
 
{

	
add
(
x
,
 
y
)
 
{

		
return
 
x
 
+
 
y
;

	
}

	
sub
(
x
,
 
y
)
 
{

		
return
 
x
 
-
 
y
;

	
}

}

/* Proxy */

class
 
MathProxy
 
extends
 
IMath
 
{

	
math
 
=
 
new
 
RMath
()

	
add
(
x
,
 
y
)
 
{

		
return
 
this
.
math
.
add
(
x
,
 
y
)

	
}

	
sub
(
x
,
 
y
)
 
{

		
return
 
this
.
math
.
sub
(
x
,
 
y
)

	
}

}

const
 
test
 
=
 
new
 
MathProxy
()

alert
(
test
.
add
(
3
,
 
2
))
 
// 5

alert
(
test
.
sub
(
3
,
 
2
))
 
// 1

```

### Ruby
```
module
 
ProxyPattern

  
# Proxy has same interface like a Real Subject

  
# Real Subject

  
class
 
Account

    
attr_reader
 
:balance

    
def
 
initialize
(
balance
 
=
 
0
)

      
@balance
 
=
 
balance

    
end

    
def
 
deposit
(
amount
)

      
@balance
 
+=
 
amount

    
end

    
def
 
withdraw
(
amount
)

      
@balance
 
-=
 
amount

    
end

  
end

  
module
 
Protection

    
# Additional functionality to control the access to the realSubject

    
# Proxy

    
class
 
AccountProxy

      
def
 
initialize
(
subject
,
 
current_user
)

        
@subject
 
=
 
subject

        
@current_user
 
=
 
current_user

        
@balance
 
=
 
0

      
end

      
def
 
deposit
(
amount
)

        
@subject
.
deposit
(
amount
)
 
if
 
authorize

      
end

      
def
 
withdraw
(
amount
)

        
@subject
.
withdraw
(
amount
)
 
if
 
authorize

      
end

      
def
 
balance

        
@subject
.
balance

      
end

      
private

      
def
 
authorize

        
puts
 
'Access denied'
 
unless
 
@current_user
 
==
 
'admin'

        
@current_user
 
==
 
'admin'

      
end

    
end

    
def
 
self
.
run

      
puts
 
'=>  Proxy :: Protection'

      
puts
 
'as user'

      
protected_account
 
=
 
AccountProxy
.
new
(
Account
.
new
,
 
'user'
)

      
protected_account
.
deposit
(
20
)

      
protected_account
.
withdraw
(
10
)

      
puts
 
protected_account
.
balance

      
puts
 
'as admin'

      
protected_account
 
=
 
AccountProxy
.
new
(
Account
.
new
,
 
'admin'
)

      
protected_account
.
deposit
(
20
)

      
protected_account
.
withdraw
(
10
)

      
puts
 
protected_account
.
balance

      
puts
 
''

    
end

  
end

  
module
 
Virtual

    
# Delay realSubject loading (lazy loading)

    
# Proxy

    
class
 
AccountProxy

      
def
 
initialize
(
local_balance
 
=
 
0
)

        
@local_balance
 
=
 
local_balance

      
end

      
def
 
deposit
(
amount
)

        
@local_balance
 
+=
 
amount

      
end

      
def
 
withdraw
(
amount
)

        
@local_balance
 
-=
 
amount

      
end

      
def
 
balance

        
subject
.
balance

      
end

      
def
 
subject

        
@subject
 
||=
 
Account
.
new
(
@local_balance
)

      
end

    
end

    
def
 
self
.
run

      
puts
 
'=>  Proxy :: Virtual'

      
local_account
 
=
 
AccountProxy
.
new

      
local_account
.
deposit
(
20
)

      
local_account
.
withdraw
(
10
)

      
local_account
.
deposit
(
15
)

      
local_account
.
withdraw
(
5
)

      
puts
 
'No real account yet:'

      
puts
 
local_account
.
inspect

      
local_account
.
balance

      
puts
 
'Real account was created:'

      
puts
 
local_account
.
inspect

      
puts
 
''

    
end

  
end

  
def
 
self
.
run

    
Protection
.
run

    
Virtual
.
run

  
end

end

```

### PHP5
```
<?php

 

/// Subject - субъект

/// определяет общий для Math и "Proxy" интерфейс, так что класс

/// "Proxy" можно использовать везде, где ожидается 

interface
 
IMath

{

    
function
 
Add
(
$x
,
 
$y
);

    
function
 
Sub
(
$x
,
 
$y
);

    
function
 
Mul
(
$x
,
 
$y
);

    
function
 
Div
(
$x
,
 
$y
);

}

 
 

  
/// RealSubject - реальный объект

  
/// определяет реальный объект, представленный заместителем

  
class
 
Math
 
implements
 
IMath

  
{

    
public
 
function
 
__construct
()

    
{

        
print
 
(
"Create object Math. Wait..."
);

        
sleep
(
5
);

    
}

 
    
public
 
function
  
Add
(
$x
,
 
$y
){
return
 
$x
 
+
 
$y
;}

    
public
 
function
  
Sub
(
$x
,
 
$y
){
return
 
$x
 
-
 
$y
;}

    
public
 
function
  
Mul
(
$x
,
 
$y
){
return
 
$x
 
*
 
$y
;}

    
public
 
function
  
Div
(
$x
,
 
$y
){
return
 
$x
 
/
 
$y
;}

  
}

 

  
/// Proxy - заместитель

  
/// хранит ссылку, которая позволяет заместителю обратиться к реальному

  
/// субъекту. Объект класса "MathProxy" может обращаться к объекту класса

  
/// "Math", если интерфейсы классов "Math" и "IMath" одинаковы;

  
/// предоставляет интерфейс, идентичный интерфейсу "IMath", так что заместитель

  
/// всегда может быть предоставлен вместо реального субъекта;

  
/// контролирует доступ к реальному субъекту и может отвечать за его создание 

  
/// и удаление;

  
/// прочие обязанности зависят от вида заместителя:

  
/// удаленный заместитель отвечает за кодирование запроса и его аргументов

  
/// и отправление закодированного запроса реальному субъекту в

  
/// другом адресном пространстве;

  
/// виртуальный заместитель может кэшировать дополнительную информацию

  
/// о реальном субъекте, чтобы отложить его создание.

  
/// защищающий заместитель проверяет, имеет ли вызывающий объект 

  
/// необходимые для выполнения запроса права;

  
class
 
MathProxy
 
implements
 
IMath

  
{

    
protected
 
$math
;

 
    
public
 
function
 
__construct
()

    
{

      
$this
->
math
 
=
 
null
;

    
}

    
/// Быстрая операция - не требует реального субъекта

    
public
 
function
 
Add
(
$x
,
 
$y
)

    
{

      
return
 
$x
 
+
 
$y
;

    
}

    
public
 
function
  
Sub
(
$x
,
 
$y
)

    
{

      
return
 
$x
 
-
 
$y
;

    
}

 
 
    
/// Медленная операция - требует создания реального субъекта

    
public
 
function
 
Mul
(
$x
,
 
$y
)

    
{

      
if
 
(
$this
->
math
 
==
 
null
)

          
$this
->
math
 
=
 
new
 
Math
();

      
return
 
$this
->
math
->
Mul
(
$x
,
 
$y
);

    
}

 
    
public
 
function
 
Div
(
$x
,
 
$y
)

    
{

      
if
 
(
$this
->
math
 
==
 
null
)

          
$this
->
math
 
=
 
new
 
Math
();

      
return
 
$this
->
math
->
Div
(
$x
,
 
$y
);

    
}

  
}

  
$p
 
=
 
new
 
MathProxy
;

 
  
// Do the math

  
print
(
"4 + 2 = "
.
$p
->
Add
(
4
,
 
2
));

  
print
(
"4 - 2 = "
.
$p
->
Sub
(
4
,
 
2
));

  
print
(
"4 * 2 = "
.
$p
->
Mul
(
4
,
 
2
));

  
print
(
"4 / 2 = "
.
$p
->
Div
(
4
,
 
2
));

?>

```

### ActionScript
```
//файл IMath.as

package

{

public
 
interface
 
IMath

{

	
function 
add
(
a
 
:
 
Number
,
 
b
 
:
 
Number
)
 
:
 
Number
;

	
function 
sub
(
a
 
:
 
Number
,
 
b
 
:
 
Number
)
 
:
 
Number
;

	
function 
mul
(
a
 
:
 
Number
,
 
b
 
:
 
Number
)
 
:
 
Number
;

	
function 
div
(
a
 
:
 
Number
,
 
b
 
:
 
Number
)
 
:
 
Number
;

}

}

//файл MathSubject.as

package

{

public
 
class
 
MathSubject
 
implements
 
IMath

{

	
public
 
function 
add
(
a
 
:
 
Number
,
 
b
 
:
 
Number
)
 
:
 
Number

	
{

		
return
 
a
 
+
 
b
;

	
}

	
public
 
function 
sub
(
a
 
:
 
Number
,
 
b
 
:
 
Number
)
 
:
 
Number

	
{

		
return
 
a
 
-
 
b
;

	
}

	
public
 
function 
mul
(
a
 
:
 
Number
,
 
b
 
:
 
Number
)
 
:
 
Number

	
{

		
return
 
a
 
*
 
b
;

	
}

	
public
 
function 
div
(
a
 
:
 
Number
,
 
b
 
:
 
Number
)
 
:
 
Number

	
{

		
return
 
a
 
/
 
b
;

	
}

}

}

//файл MathProxy.as

package

{

public
 
class
 
MathProxy
 
implements
 
IMath

{

	
private
 
var
 
math
 
:
 
MathSubject
;

	
public
 
function 
MathProxy
()

	
{

		
math
 
=
 
new
 
MathSubject
();

	
}

	
public
 
function 
add
(
a
 
:
 
Number
,
 
b
 
:
 
Number
)
 
:
 
Number

	
{

		
return
 
math
.
add
(
a
,
 
b
);

	
}

	
public
 
function 
sub
(
a
 
:
 
Number
,
 
b
 
:
 
Number
)
 
:
 
Number

	
{

		
return
 
math
.
sub
(
a
,
 
b
);

	
}

	
public
 
function 
mul
(
a
 
:
 
Number
,
 
b
 
:
 
Number
)
 
:
 
Number

	
{

		
return
 
math
.
mul
(
a
,
 
b
);

	
}

	
public
 
function 
div
(
a
 
:
 
Number
,
 
b
 
:
 
Number
)
 
:
 
Number

	
{

		
if
 
(
b
 
!=
 
0
)

			
return
 
math
.
div
(
a
,
 
b
);

		
else

		
{

			
trace
(
"Division by zero."
);

			
return
 
Number
.
POSITIVE_INFINITY
;

		
}

	
}

}

}

//файл Main.as

package

{

import
 
flash.display.Sprite
;

public
 
class
 
Main
 
extends
 
Sprite

{

	
public
 
function 
Main
()

	
{

		
playWithMath
(
new
 
MathSubject
());

		
playWithMath
(
new
 
MathProxy
());

	
}

	
public
 
function 
playWithMath
(
math
 
:
 
IMath
)
 
:
 
void

	
{

		
trace
(
math
.
add
(
5
,
 
0
));

		
trace
(
math
.
sub
(
5
,
 
0
));

		
trace
(
math
.
mul
(
5
,
 
0
));

		
trace
(
math
.
div
(
5
,
 
0
));

	
}

}

}

```

### Python
```
# -*- coding: utf-8 -*-

class
 
IMath
:

    
"""Интерфейс для прокси и реального субъекта"""

    
def
 
add
(
self
,
 
x
,
 
y
):

        
raise
 
NotImplementedError
()

    
def
 
sub
(
self
,
 
x
,
 
y
):

        
raise
 
NotImplementedError
()

    
def
 
mul
(
self
,
 
x
,
 
y
):

        
raise
 
NotImplementedError
()

    
def
 
div
(
self
,
 
x
,
 
y
):

        
raise
 
NotImplementedError
()

class
 
Math
(
IMath
):

    
"""Реальный субъект"""

    
def
 
add
(
self
,
 
x
,
 
y
):

        
return
 
x
 
+
 
y

    
def
 
sub
(
self
,
 
x
,
 
y
):

        
return
 
x
 
-
 
y

    
def
 
mul
(
self
,
 
x
,
 
y
):

        
return
 
x
 
*
 
y

    
def
 
div
(
self
,
 
x
,
 
y
):

        
return
 
x
 
/
 
y

class
 
Proxy
(
IMath
):

    
"""Прокси"""

    
def
 
__init__
(
self
):

        
self
.
math
 
=
 
Math
()

    
def
 
add
(
self
,
 
x
,
 
y
):

        
return
 
x
 
+
 
y

    
def
 
sub
(
self
,
 
x
,
 
y
):

        
return
 
x
 
-
 
y

    
def
 
mul
(
self
,
 
x
,
 
y
):

        
return
 
self
.
math
.
mul
(
x
,
 
y
)

    
def
 
div
(
self
,
 
x
,
 
y
):

        
return
 
float
(
'inf'
)
 
if
 
y
 
==
 
0
 
else
 
self
.
math
.
div
(
x
,
 
y
)
 

p
 
=
 
Proxy
()

x
,
 
y
 
=
 
4
,
 
2

print
 
'4 + 2 = '
 
+
 
str
(
p
.
add
(
x
,
 
y
))

print
 
'4 - 2 = '
 
+
 
str
(
p
.
sub
(
x
,
 
y
))

print
 
'4 * 2 = '
 
+
 
str
(
p
.
mul
(
x
,
 
y
))

print
 
'4 / 2 = '
 
+
 
str
(
p
.
div
(
x
,
 
y
))

```

### VB.NET
```
Imports
 
System.Threading

Class
 
MainApp

    
Shared
 
Sub
 
Main
()

        
' Create math proxy

        
Dim
 
p
 
As
 
IMath
 
=
 
New
 
MathProxy
()

        
' Do the math

        
Console
.
WriteLine
(
"4 + 2 = "
 
&
 
p
.
Add
(
4
,
 
2
))

        
Console
.
WriteLine
(
"4 - 2 = "
 
&
 
p
.
Subtr
(
4
,
 
2
))

        
Console
.
WriteLine
(
"4 * 2 = "
 
&
 
p
.
Mul
(
4
,
 
2
))

        
Console
.
WriteLine
(
"4 / 2 = "
 
&
 
p
.
Div
(
4
,
 
2
))

        
' Wait for user

        
Console
.
Read
()

    
End
 
Sub

End
 
Class

''' <summary>

''' Subject - субъект

''' </summary>

''' <remarks>

''' <li>

''' <lu>определяет общий для <see cref="Math"/> и <see cref="Proxy"/> интерфейс, так что класс

''' <see cref="Proxy"/> можно использовать везде, где ожидается <see cref="Math"/></lu>

''' </li>

''' </remarks>

Public
 
Interface
 
IMath

    
Function
 
Add
(
ByVal
 
x
 
As
 
Double
,
 
ByVal
 
y
 
As
 
Double
)
 
As
 
Double

    
Function
 
Subtr
(
ByVal
 
x
 
As
 
Double
,
 
ByVal
 
y
 
As
 
Double
)
 
As
 
Double

    
Function
 
Mul
(
ByVal
 
x
 
As
 
Double
,
 
ByVal
 
y
 
As
 
Double
)
 
As
 
Double

    
Function
 
Div
(
ByVal
 
x
 
As
 
Double
,
 
ByVal
 
y
 
As
 
Double
)
 
As
 
Double

End
 
Interface

''' <summary>

''' RealSubject - реальный объект

''' </summary>

''' <remarks>

''' <li>

''' <lu>определяет реальный объект, представленный заместителем</lu>

''' </li>

''' </remarks>

Class
 
Math

    
Implements
 
IMath

    
Public
 
Sub
 
New
()

        
Console
.
WriteLine
(
"Create object Math. Wait..."
)

        
Thread
.
Sleep
(
1000
)

    
End
 
Sub

    
Public
 
Function
 
Add
(
ByVal
 
x
 
As
 
Double
,
 
ByVal
 
y
 
As
 
Double
)
 
As
 
Double
 
Implements
 
IMath
.
Add

        
Return
 
x
 
+
 
y

    
End
 
Function

    
Public
 
Function
 
Subtr
(
ByVal
 
x
 
As
 
Double
,
 
ByVal
 
y
 
As
 
Double
)
 
As
 
Double
 
Implements
 
IMath
.
Subtr

        
Return
 
x
 
-
 
y

    
End
 
Function

    
Public
 
Function
 
Mul
(
ByVal
 
x
 
As
 
Double
,
 
ByVal
 
y
 
As
 
Double
)
 
As
 
Double
 
Implements
 
IMath
.
Mul

        
Return
 
x
 
*
 
y

    
End
 
Function

    
Public
 
Function
 
Div
(
ByVal
 
x
 
As
 
Double
,
 
ByVal
 
y
 
As
 
Double
)
 
As
 
Double
 
Implements
 
IMath
.
Div

        
Return
 
x
 
/
 
y

    
End
 
Function

End
 
Class

''' <summary>

''' Proxy - заместитель

''' </summary>

''' <remarks>

''' <li>

''' <lu>хранит ссылку, которая позволяет заместителю обратиться к реальному

''' субъекту. Объект класса <see cref="MathProxy"/> может обращаться к объекту класса

''' <see cref="IMath"/>, если интерфейсы классов <see cref="Math"/> и <see cref="IMath"/> одинаковы;</lu>

''' <lu>предоставляет интерфейс, идентичный интерфейсу <see cref="IMath"/>, так что заместитель

''' всегда может быть предоставлен вместо реального субъекта;</lu>

''' <lu>контролирует доступ к реальному субъекту и может отвечать за его создание 

''' и удаление;</lu>

''' <lu>прочие обязанности зависят от вида заместителя:

''' <li>

''' <lu><b>удалённый заместитель</b> отвечает за кодирование запроса и его аргументов

''' и отправление закодированного запроса реальному субъекту в

''' другом адресном пространстве;</lu>

''' <lu><b>виртуальный заместитель</b> может кэшировать дополнительную информацию

''' о реальном субъекте, чтобы отложить его создание.</lu>

''' <lu><b>защищающий заместитель</b> проверяет, имеет ли вызывающий объект 

''' необходимые для выполнения запроса права;</lu>

''' </li>

''' </lu>

''' </li>

''' </remarks>

Class
 
MathProxy

    
Implements
 
IMath

    
Private
 
math
 
As
 
Math
 
=
 
Nothing

    
''' <summary>

    
''' Быстрая операция - не требует реального субъекта

    
''' </summary>

    
Public
 
Function
 
Add
(
ByVal
 
x
 
As
 
Double
,
 
ByVal
 
y
 
As
 
Double
)
 
As
 
Double
 
Implements
 
IMath
.
Add

        
Return
 
x
 
+
 
y

    
End
 
Function

    
Public
 
Function
 
Subtr
(
ByVal
 
x
 
As
 
Double
,
 
ByVal
 
y
 
As
 
Double
)
 
As
 
Double
 
Implements
 
IMath
.
Subtr

        
Return
 
x
 
-
 
y

    
End
 
Function

    
''' <summary>

    
''' Медленная операция - требует создания реального субъекта

    
''' </summary>

    
Public
 
Function
 
Mul
(
ByVal
 
x
 
As
 
Double
,
 
ByVal
 
y
 
As
 
Double
)
 
As
 
Double
 
Implements
 
IMath
.
Mul

        
If
 
math
 
Is
 
Nothing
 
Then

            
math
 
=
 
New
 
Math
()

        
End
 
If

        
Return
 
math
.
Mul
(
x
,
 
y
)

    
End
 
Function

    
Public
 
Function
 
Div
(
ByVal
 
x
 
As
 
Double
,
 
ByVal
 
y
 
As
 
Double
)
 
As
 
Double
 
Implements
 
IMath
.
Div

        
If
 
math
 
Is
 
Nothing
 
Then

            
math
 
=
 
New
 
Math
()

        
End
 
If

        
Return
 
math
.
Div
(
x
,
 
y
)

    
End
 
Function

End
 
Class

```

### Swift
```
// Subject

protocol
 
Match
 
{

    
    
func
 
add
(
x
:
 
Int
,
 
y
:
 
Int
)
 
->
 
Int

    
func
 
sub
(
x
:
 
Int
,
 
y
:
 
Int
)
 
->
 
Int

    
func
 
mul
(
x
:
 
Int
,
 
y
:
 
Int
)
 
->
 
Int

    
func
 
div
(
x
:
 
Int
,
 
y
:
 
Int
)
 
->
 
Int

    

}

// Real Subject

class
 
MatchImp
:
 
Match
 
{

    
    
func
 
add
(
x
:
 
Int
,
 
y
:
 
Int
)
 
->
 
Int
 
{

        
return
 
x
 
+
 
y

    
}

    
    
func
 
sub
(
x
:
 
Int
,
 
y
:
 
Int
)
 
->
 
Int
 
{

        
return
 
x
 
-
 
y

    
}

    
    
func
 
mul
(
x
:
 
Int
,
 
y
:
 
Int
)
 
->
 
Int
 
{

        
return
 
x
 
*
 
y

    
}

    
    
func
 
div
(
x
:
 
Int
,
 
y
:
 
Int
)
 
->
 
Int
 
{

        
return
 
x
 
/
 
y

    
}

    

}

// Proxy

class
 
MatchProxy
:
 
Match
 
{

    
    
private
 
let
 
math
 
=
 
MatchImp
()

    
    
func
 
add
(
x
:
 
Int
,
 
y
:
 
Int
)
 
->
 
Int
 
{

        
return
 
math
.
add
(
x
:
 
x
,
 
y
:
 
y
)

    
}

    
    
func
 
sub
(
x
:
 
Int
,
 
y
:
 
Int
)
 
->
 
Int
 
{

        
return
 
math
.
sub
(
x
:
 
x
,
 
y
:
 
y
)

    
}

    
    
func
 
mul
(
x
:
 
Int
,
 
y
:
 
Int
)
 
->
 
Int
 
{

        
return
 
math
.
mul
(
x
:
 
x
,
 
y
:
 
y
)

    
}

    
    
func
 
div
(
x
:
 
Int
,
 
y
:
 
Int
)
 
->
 
Int
 
{

        
return
 
math
.
div
(
x
:
 
x
,
 
y
:
 
y
)

    
}

    

}

//  Use Proxy

  
let
 
proxy
 
=
 
MatchProxy
()

  
print
(
"7 * 8 = 
\(
proxy
.
mul
(
x
:
 
8
,
 
y
:
 
7
))
"
)

```